# Тайвассало
Тайвассало (фін. Taivassalo — громада в провінції Північно-Західна Фінляндія, губернія Західна Фінляндія, Фінляндія. Загальна площа території — 217,67 км, з яких 77,23 км² — вода. 

## Демографія
На 31 січня 2011 в громаді Тайвассало проживало 1703 чоловік: 861 чоловіків і 842 жінок. 
Фінська мова є рідною для 97,06% жителів, шведська — для 0,59%. Інші мови є рідними для 2,35% жителів громади. 
Віковий склад населення: 
- до 14 років — 12,21%
- від 15 до 64 років — 61,54%
- від 65 років — 26,07%

Зміна чисельності населення за роками:  
| Рік  | Чисельність |
| ---- | ----------- |
| 1980 | 2012        |
| 1990 | 1976        |
| 2000 | 1821        |
| 2010 | 1700        |
| 2011 | 1703        |